# فرد تايلور (لاعب كرة سلة)
فرد تايلور (بالإنجليزية: Fred Taylor) (3 ديسمبر 1924 بزانيسفيل في الولايات المتحدة - 6 يناير 2002 بكولومبوس في الولايات المتحدة) هو مدرب كرة سلة ولاعب كرة قاعدة ولاعب كرة سلة أمريكي في مركز قاعدي أول ‏. لعب مع Ohio State Buckeyes ‏.

## وصلات خارجية
- فرد تايلور على موقعبيزبول رفرنس.كوم (الدوري الرئيسي) (الإنجليزية)
- فرد تايلور على موقعبيزبول رفرنس.كوم (الدوري الثانوي) (الإنجليزية)
- فرد تايلور على موقع كلية كرة السلة في سبورتس رفرنس.كوم (الإنجليزية)
- فرد تايلور على موقع قاعة المشاهير الجامعة الوطنية لكرة السلة (الإنجليزية)
- فرد تايلور على موقع كلية كرة السلة في سبورتس رفرنس.كوم (الإنجليزية)